# 楚渓春
楚 渓春（そ けいしゅん）は、中華民国の軍人、中華人民共和国の政治家。山西派（晋軍）出身の国民革命軍軍人である。字は晴波。

## 事績
直隷陸軍小学堂、清河陸軍第一予備学校を経て、保定陸軍軍官学校に入学する。1918年（民国7年）に卒業し、閻錫山率いる山西軍（晋軍）に加入した。1923年（民国12年）、陸軍第20師主任参謀兼軍官教育団大隊長に昇進している。1925年（民国14年）、臨時執政府衛隊旅参謀長となり、まもなく山西省に戻って教導団教育長となった。
閻錫山が易幟した後の1927年秋に、国民革命軍第3集団軍第7軍少将参謀長に任ぜられ、後に左路軍前敵総指揮参謀長となった。1928年（民国17年）、北平中将憲兵司令に任ぜられ、同年末に第125旅旅長となる。1930年（民国19年）11月、第27師師長に昇進し、さらに北平警備司令兼平綏路護路司令となった。1931年（民国20年）、晋軍第4軍副軍長に昇進する。1934年（民国23年）から陸軍大学特別班第2期で学んだ。1936年（民国25年）8月に陸軍少将銜を、翌年5月には陸軍中将銜を授与された。
日中戦争（抗日戦争）勃発後、楚渓春は山西民族革命同志会高級幹部委員会委員となり、さらに第2戦区参謀長に任ぜられた。1941年（民国30年）3月、第8集団軍副総司令に昇進し、さらに第2戦区北区軍総司令に任ぜられた。日中戦争終結後、大同で日本軍の降伏受諾官を務めている。1947年（民国36年）9月、国民政府主席東北行轅総参議兼瀋陽防守司令官に任命される。同年12月、河北省政府主席に任ぜられ、さらに北平督察総監や保定綏靖公署主任も兼任した。
1949年（民国38年）1月、楚渓春は傅作義の北平無血開城に従った。中華人民共和国建国後は、政務院（後の国務院）参事、第2期から第4期の中国人民政治協商会議全国委員会委員、中国国民党革命委員会（民革）中央委員兼秘書長、全国文史資料研究委員会委員などを歴任した。
1966年9月12日、北京市にて死去。享年71。

## 注
1. 1 2 3 4  徐主編（2007）、2189頁
2. 1 2 3  劉主編（2005）、2322頁。